# L'imperdible Parker Lewis

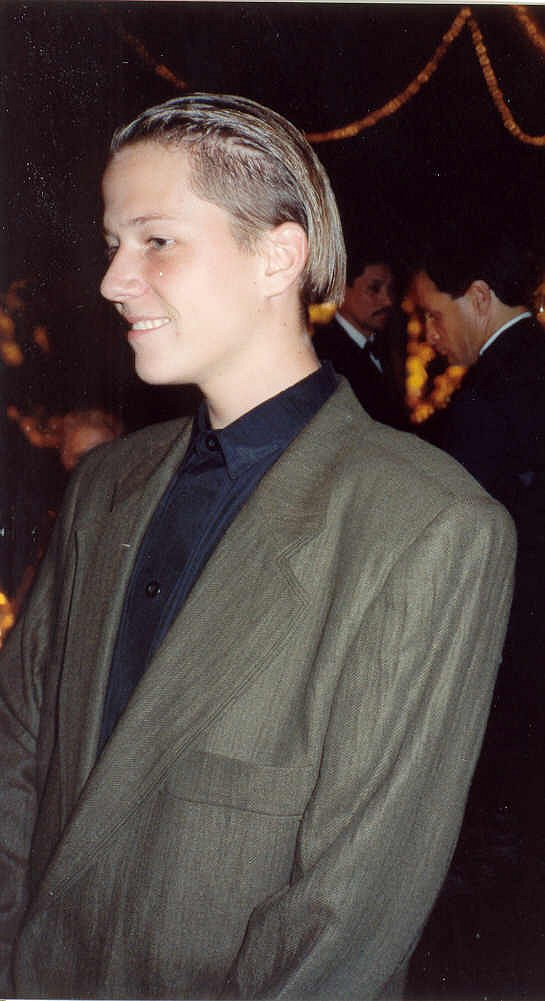
Corin Nemec protagonista de la sèrie (1989)

L'imperdible Parker Lewis (Parker Lewis can't lose) fou una sèrie de televisió de comèdia juvenil estatunidenca emesa entre 1990 i 1993. Va ser protagonitzada per Corin Nemec, Billy Jayne, Troy Slaten, Melanie Chartoff, Taj Johnson i Abraham Benrubi.
Va tenir tres temporades, sumant un total de 73 episodis de 30 minuts de durada cadascun. Ha estat doblada al català i es va emetre per primer cop en català a partir del 12 de gener de 1992.

## Argument
Explicada en primera persona pel seu personatge principal, Parker Lewis, relata les aventures d'un grup de tres amics: Parker, Mikey i Jerry (aquest últim més que un amic era una espècie d'assistent), a l'Institut d'Ensenyament Secundari Santo Domingo durant els bulliciosos anys de la pubertat. A l'última temporada Annie Sloan es converteix en la xicota de Parker. Els antagonistes de Parker són Miss Musso, la directora de l'institut, Frank Lemer, el delegat de la classe d'estricta obediència de la directora, i Shelly, la germana menor de Parker.
La particularitat del muntatge de la sèrie i els seus efectes especials dotaven a la mateixa d'un estil proper als dibuixos animats.

## Personatges Principals
- Parker Lloyd Lewis (Corin Nemec): El protagonista de la sèrie. Està inspirat en Ferris Bueller. És segur de si mateix i mai no abandona a un amic. És perseguit constantment per Miss Musso (Melanie Chartoff) que creu que tant Parker com els seus amics són els principals mals de l'escola. Més endavant aconsegueix parella estable: Annie Sloan (Jennifer Guthrie). Cada vegada que té algun pla, sol dir la recordada frase de «Cavallers: sincronitzem rellotges!».

- Michael Patrick «Mikey» Randall (Billy Jayne): És un dels millors amics de Parker, toca la guitarra i es vesteix a la manera de James Dean.

- Jerry Steiner (Troy Slaten): L'altre gran amic de Parker. Sol portar un abric del qual surten els elements més inesperats que els ajuden a sortir de les dificultats més rares. Des de petit que és amic de la germana de Parker, Shelly Lewis (Maia Brewton), fins al punt quecomencen a sortir tot i que Shelly és molt manipuladora i és la Nèmesi de Parker.

- Miss Musso (Melanie Chartoff): La directora de l'institut Santo Domingo. És una dona soltera, que té uns 40 anys i no per això és menys estricta amb els estudiants. Enemiga de Parker Lewis i dels seus dos amics i addicta a les compres, té un ajudant, Frank Lemmer (Taj Johnson), que l'obeeix cegament en totes les seves decisions.

- Frank Lemmer (Taj Johnson): L'ajudant de Miss Musso (Melanie Chartoff). Sempre vesteix de negre i es pot arribar a confondre amb un vampir en diverses ocasions. Està obsessionat amb les estratègies, les tàctiques de guerra i la política. Durant un temps va estar sortint amb la neboda de Miss Musso (interpretada per Melanie Chartoff).

- Shelly Ann Lewis (Maia Brewton): La germana petita de Parker Lewis (Corin Nemec). Sempre està tractant de generar-li problemes. La seva frase favorita és «el meu germà és home mort». Amb el transcurs dels capítols acaba festejant amb Jerry Steiner (Troy Slaten), a qui coneix des de la infantesa. El seu caràcter és el d'una persona manipuladora i amb una gran enemistat amb Parker Lewis.

- Francis Lawrence «Larry» Kubiac III (Abraham Benrubi): El grandot de la classe que viu en el bany número 12. Amb els seus gairebé 300 quilos és el més fort de l'institut i el protector de tots els alumnes (encara que a vegades aquests el temin). La seva frase favorita és «Vaig a menjar ara?». Malgrat que pugui semblar ximple, Francis és més intel·ligent del que aparenta, però fingeix no ser-ho per a cuidar la seva reputació. També és capità en l'equip de futbol americà de l'institut.

- Annie Sloan (Jennifer Guthrie): En capítols avançats Parker té una parella, Annie. que acaba sent-ho fins al final. És molt comprensiva amb els altres, i confia amb en Parker en tot moment.

## Curiositats
- A la sèrie s'al·ludia freqüentment a Ferris Bueller (personatge de la pel·lícula Ferris Bueller's Day Off), es deia que el personatge de Parker estava inspirat en ell.
- En l'episodi pilot apareix una jove Milla Jovovich.
- Les exòtiques camises usades per Parker es venien en botigues.